# Ismael Diawara
Ismael Diawara (Örebro, 11 de noviembre de 1994) es un futbolista sueco, naturalizado maliense, que juega de portero en el IK Sirius de la Allsvenskan. Es internacional con la selección de fútbol de Malí.

## Trayectoria
Diawara comenzó su carrera deportiva en el Rynninge IK en 2013, pasando posteriormente por diferentes equipos hasta llegar en 2018 al Degerfors IF de la Superettan, la segunda división sueca, donde disputaría 66 partidos.

### Malmö
En 2021 fichó por el Malmö FF de la Allsvenskan, donde debutó en la previa de la Liga de Campeones de la UEFA ante el Ludogorets Razgrad. Después de conceder sólo un gol, el Malmö consiguió la clasificación para la fase de grupos de la competición, donde hizo su debut el 14 de septiembre, jugando los 90 minutos, en la derrota del Malmö por 0-3 frente a la Juventus de Turín.

## Selección nacional
Diawara es internacional con la selección de fútbol de Malí, con la que debutó el 14 de noviembre de 2021 en un partido de clasificación para la Copa Mundial de Fútbol de 2022 frente a la selección de fútbol de Uganda.

## Clubes
| Club            | País    | Año       |
| --------------- | ------- | --------- |
| Rynninge IK     | Suecia  | 2013      |
| BK Forward      | Suecia  | 2014      |
| Gjøvik-Lyn      | Noruega | 2015      |
| Landskrona BoIS | Suecia  | 2016      |
| Motala AIF      | Suecia  | 2017      |
| Degerfors IF    | Suecia  | 2018-2021 |
| Malmö FF        | Suecia  | 2021-2023 |
| AIK Estocolmo   | Suecia  | 2024-2025 |
| IK Sirius       | Suecia  | 2025-     |

## Palmarés

### Títulos nacionales
| Título         | Club     | País   | Año  |
| -------------- | -------- | ------ | ---- |
| Allsvenskan    | Malmö FF | Suecia | 2021 |
| Copa de Suecia | Malmö FF | Suecia | 2022 |
| Allsvenskan    | Malmö FF | Suecia | 2023 |